# Pablo Calandria
Pablo Ignacio Calandria Sánchez (Ituzaingó, Buenos Aires, Argentina, 15 de marzo de 1982) es un exfutbolista argentino que también cuenta con los pasaportes italiano y chileno.

## Trayectoria

### Como futbolista

#### Inicios y carrera en España (1999-2008)
Pablo Calandria surgió de las divisiones inferiores del C. A. Huracán, equipo con el que debutó en la Primera División en 1999. Sin embargo, solo le bastaron seis partidos en primera para que fuera vinculado inmediatamente con una transferencia al C. A. River Plate de Argentina por una cuota de 850 000 dólares. Sin embargo, fue transferido al Olympique de Marsella francés en el mismo año. Durante su estancia en el Olympique sólo jugó tres partidos y fue cedido al Racing Club de Lens. Para la temporada 2001-02 pasó a préstamo al Málaga C. F. español, donde disputó tres partidos y no anotó ningún gol.
En 2002, el C. D. Leganés compró el pase del jugador y durante los dos años que permaneció en el equipo jugó sesenta y tres partidos en los que marcó quince goles. Posteriormente, fue transferido al Real Sporting de Gijón, donde jugó sesenta partidos y anotó quince goles. A continuación, jugó en el Hércules C. F. y no tuvo muchas oportunidades en el club. Luego fue nuevamente transferido al Albacete Balompié, donde cumplió con treinta y ocho participaciones y cinco goles.

#### Regreso a Argentina y llegada a Chile (2008-2010)

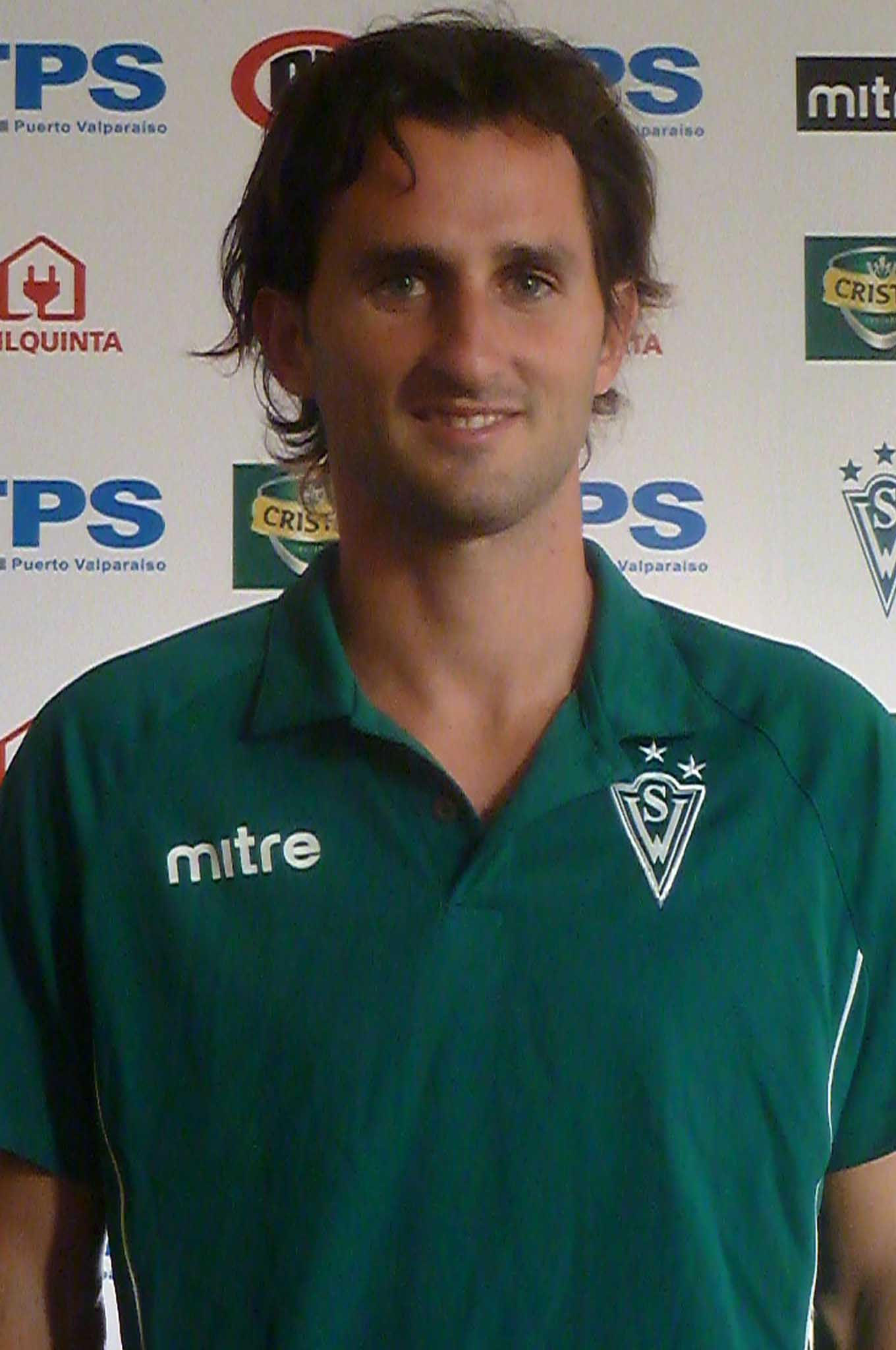
Calandria con la camiseta de Santiago Wanderers en 2012.

En junio de 2008, el Albacete transfirió a Calandria al Gimnasia y Esgrima de Jujuy para jugar el Torneo Apertura 2008, como pidió en ese tiempo el técnico Omar Labruna. Calandria jugó la mayoría de los partidos del torneo, quince apariciones de diecinueve, y solamente anotó un gol contra el San Lorenzo. En el siguiente torneo, Calandria anotó un gol de cabeza en el minuto 89 por la primera fecha del Torneo Clausura 2009 contra el C. A. Boca Juniors en el estadio 23 de Agosto, partido que finalizó con un resultado de 2-1. El 7 de marzo, el técnico Labruna fue despedido y llegó a la banca el técnico Héctor Arzubialde y empezó a no tomar en cuenta para los partidos a Calandria. Entonces el jugador fichó por el Club Atlético Tucumán, con quien debutó entrando desde la banca en el minuto 76 contra Huracán, el club que lo formó, y solo cuatro minutos más tarde Calandria anotó un gol. No obstante, jugó solamente seis partidos en total.
En enero de 2010, Calandria fue transferido a Santiago Morning de la Primera División de Chile. Al principio le costó mucho adaptarse, pero a medida que pasaba el tiempo el jugador logró alcanzar el ritmo del fútbol chileno e hizo su primer gol contra San Luis de Quillota tras un cabezazo en el minuto 81 en un partido que al final terminó 2-2. Cada vez se sintió más cómodo en el fútbol chileno, y a medida que pasaba el tiempo formó una buena dupla con su compatriota Sergio Comba. El 13 de noviembre, Calandria marcó un gol importante que le dio el triunfo por 1-0 al Morning por sobre Colo-Colo, y que les daba la esperanza de salvarse del descenso. Sin embargo, su equipo igualmente jugó la Liguilla de Promoción. En la ida el Morning perdió 2-1, pero en la vuelta ganó 3-1 con un gol en el minuto 118, cuando Pablo Calandria aprovechó un rebote y marcó el gol que salvaría al Morning de la Primera B.
En diciembre de 2010, fue fichado por Universidad Católica a petición del técnico Juan Antonio Pizzi para jugar el Torneo Apertura 2011 y la Copa Libertadores 2011. Terminó contrato con los de la franja en diciembre de 2011 y el técnico Mario Lepe decidió desecharlo del club cruzado. En enero de 2012 ficha por Santiago Wanderers, su tercer equipo en Chile.

#### Campeón con O'Higgins y retiro (2013-2018)
Un año después se incorporó al C. D. O'Higgins de la mano del entrenador Eduardo Berizzo. Debutó con el elenco rancagüino el 20 de enero de 2013, ante el Cobreloa en la Copa Chile 2012-13, partido en el cual anotó un gol. En el Torneo Transición, Calandria fue el máximo goleador de O'Higgins, con siete tantos, y el equipo finalizó en el cuarto lugar. El 10 de diciembre de 2013 se proclamó campeón del Torneo Apertura tras derrotar al Universidad Católica por 0-1 en la final. Ello le valió el apodo de Cracklandria por parte de la hinchada celeste.
Calandria disputó 179 partidos con O'Higgins, en los que anotó un total de setenta y nueve goles, lo que lo convierte en el cuarto goleador histórico del club, junto con Miguel Ángel Neira. En noviembre de 2018 anunció su retiro del fútbol profesional y disputó su último partido con la camiseta celeste el 29 del mismo mes frente al Audax Italiano, en el que además marcó uno de los cuatro goles de su equipo.

### Tras el retiro
El 30 de diciembre de 2018, O'Higgins anunció que Calandria asumiría la gerencia deportiva del club.

## Selección nacional
Fue internacional con las selecciones juveniles de Argentina, y participó en el Campeonato Sudamericano Sub-17 de 1999 bajo la dirección técnica de José Néstor Pékerman. Tuvo una notable actuación durante uno de los torneos juveniles sub-20, tomando escena en un partido previo al Mundial que se llevó a cabo en Argentina en el que marcó cinco tantos en la goleada por 7-0 sobre la selección boliviana.

## Estadísticas
| Club                                  | Div.                | Temporada           | Liga local | Liga local | Copa local(1) | Copa local(1) | Copa internacional(2) | Copa internacional(2) | Total | Total |
| Club                                  | Div.                | Temporada           | Part.      | Goles      | Part.         | Goles         | Part.                 | Goles                 | Part. | Goles |
| ------------------------------------- | ------------------- | ------------------- | ---------- | ---------- | ------------- | ------------- | --------------------- | --------------------- | ----- | ----- |
| Huracán Argentina                     | 1°                  | 1998-99             | 6          | 0          | —             | —             | —                     | —                     | 6     | 0     |
| Huracán Argentina                     | Total               | Total               | 6          | 0          | 0             | 0             | 0                     | 0                     | 6     | 0     |
| Olympique de Marsella Francia         | 1°                  | 2000-01             | 1          | 0          | —             | —             | —                     | —                     | 1     | 0     |
| Olympique de Marsella Francia         | Total               | Total               | 1          | 0          | 0             | 0             | 0                     | 0                     | 1     | 0     |
| Málaga · España                       | 1°                  | 2001-02             | 3          | 0          | 1             | 0             | —                     | —                     | 4     | 0     |
| Málaga · España                       | Total               | Total               | 3          | 0          | 1             | 0             | 0                     | 0                     | 4     | 0     |
| Leganés · España                      | 2°                  | 2002-03             | ?          | 8          | —             | —             | —                     | —                     | -     | -     |
| Leganés · España                      | 2°                  | 2003-04             | ?          | 7          | 2             | 0             | —                     | —                     | -     | -     |
| Leganés · España                      | Total               | Total               | 63         | 15         | 2             | 0             | 0                     | 0                     | 65    | 15    |
| Sporting de Gijón · España            | 2°                  | 2004-05             | ?          | 3          | —             | —             | —                     | —                     | -     | -     |
| Sporting de Gijón · España            | 2°                  | 2005-06             | ?          | 12         | —             | —             | —                     | —                     | -     | -     |
| Sporting de Gijón · España            | Total               | Total               | 60         | 15         | 0             | 0             | 0                     | 0                     | 60    | 15    |
| Hércules · España                     | 2°                  | 2006-07             | 23         | 6          | —             | —             | —                     | —                     | 23    | 6     |
| Hércules · España                     | Total               | Total               | 23         | 6          | 0             | 0             | 0                     | 0                     | 23    | 6     |
| Albacete · España                     | 2°                  | 2007-08             | 38         | 5          | 1             | 0             | —                     | —                     | 39    | 5     |
| Albacete · España                     | Total               | Total               | 38         | 5          | 1             | 0             | 0                     | 0                     | 39    | 5     |
| Gimnasia y Esgrima de Jujuy Argentina | 1°                  | 2008-09             | 29         | 2          | —             | —             | —                     | —                     | 29    | 2     |
| Gimnasia y Esgrima de Jujuy Argentina | Total               | Total               | 29         | 2          | 0             | 0             | 0                     | 0                     | 29    | 2     |
| Atlético Tucumán Argentina            | 1°                  | 2009                | 6          | 1          | —             | —             | —                     | —                     | 6     | 1     |
| Atlético Tucumán Argentina            | Total               | Total               | 6          | 1          | 0             | 0             | 0                     | 0                     | 6     | 1     |
| Santiago Morning · Chile              | 1°                  | 2010                | 28         | 12         | 4             | 3             | —                     | —                     | 32    | 15    |
| Santiago Morning · Chile              | Total               | Total               | 28         | 12         | 4             | 3             | 0                     | 0                     | 32    | 15    |
| Universidad Católica · Chile          | 1°                  | 2011                | 24         | 7          | 1             | 0             | 9                     | 3                     | 34    | 10    |
| Universidad Católica · Chile          | Total               | Total               | 24         | 7          | 1             | 0             | 9                     | 3                     | 34    | 10    |
| Santiago Wanderers · Chile            | 1°                  | 2012                | 18         | 3          | 4             | 1             | —                     | —                     | 22    | 4     |
| Santiago Wanderers · Chile            | Total               | Total               | 18         | 3          | 4             | 1             | 0                     | 0                     | 22    | 4     |
| O'Higgins · Chile                     | 1°                  | 2013                | 12         | 7          | 2             | 3             | —                     | —                     | 14    | 10    |
| O'Higgins · Chile                     | 1°                  | 2013-14             | 27         | 12         | 9             | 7             | 6                     | 1                     | 42    | 20    |
| O'Higgins · Chile                     | 1°                  | 2014-15             | 19         | 10         | —             | —             | —                     | —                     | 19    | 10    |
| O'Higgins · Chile                     | 1°                  | 2015-16             | 30         | 16         | 8             | 4             | —                     | —                     | 38    | 20    |
| O'Higgins · Chile                     | 1°                  | 2016-17             | 21         | 9          | 2             | 0             | 3                     | 0                     | 26    | 9     |
| O'Higgins · Chile                     | 1°                  | 2017                | 14         | 5          | 4             | 2             | —                     | —                     | 18    | 7     |
| O'Higgins · Chile                     | 1°                  | 2018                | 20         | 3          | 2             | 0             | —                     | —                     | 22    | 3     |
| O'Higgins · Chile                     | Total               | Total               | 143        | 62         | 27            | 16            | 9                     | 1                     | 179   | 79    |
| Total en su carrera                   | Total en su carrera | Total en su carrera | 442        | 123        | 40            | 19            | 17                    | 4                     | 498   | 153   |

- 1Las copas locales se refieren a la Copa Chile y Copa del Rey.
- 2Las competiciones internacionales se refieren a la Copa Libertadores y Copa Sudamericana.

## Palmarés

### Campeonatos nacionales
| Título             | Club                 | País  | Año  |
| ------------------ | -------------------- | ----- | ---- |
| Copa Chile         | Universidad Católica | Chile | 2011 |
| Primera División   | C. D. O'Higgins      | Chile | 2013 |
| Supercopa de Chile | C. D. O'Higgins      | Chile | 2014 |

### Distinciones individuales
| Distinción                                     | Año  |
| ---------------------------------------------- | ---- |
| Medalla Santa Cruz de Triana                   | 2014 |
| Llaves de la Ilustre Municipalidad de Rancagua | 2018 |